# 이텔멘족

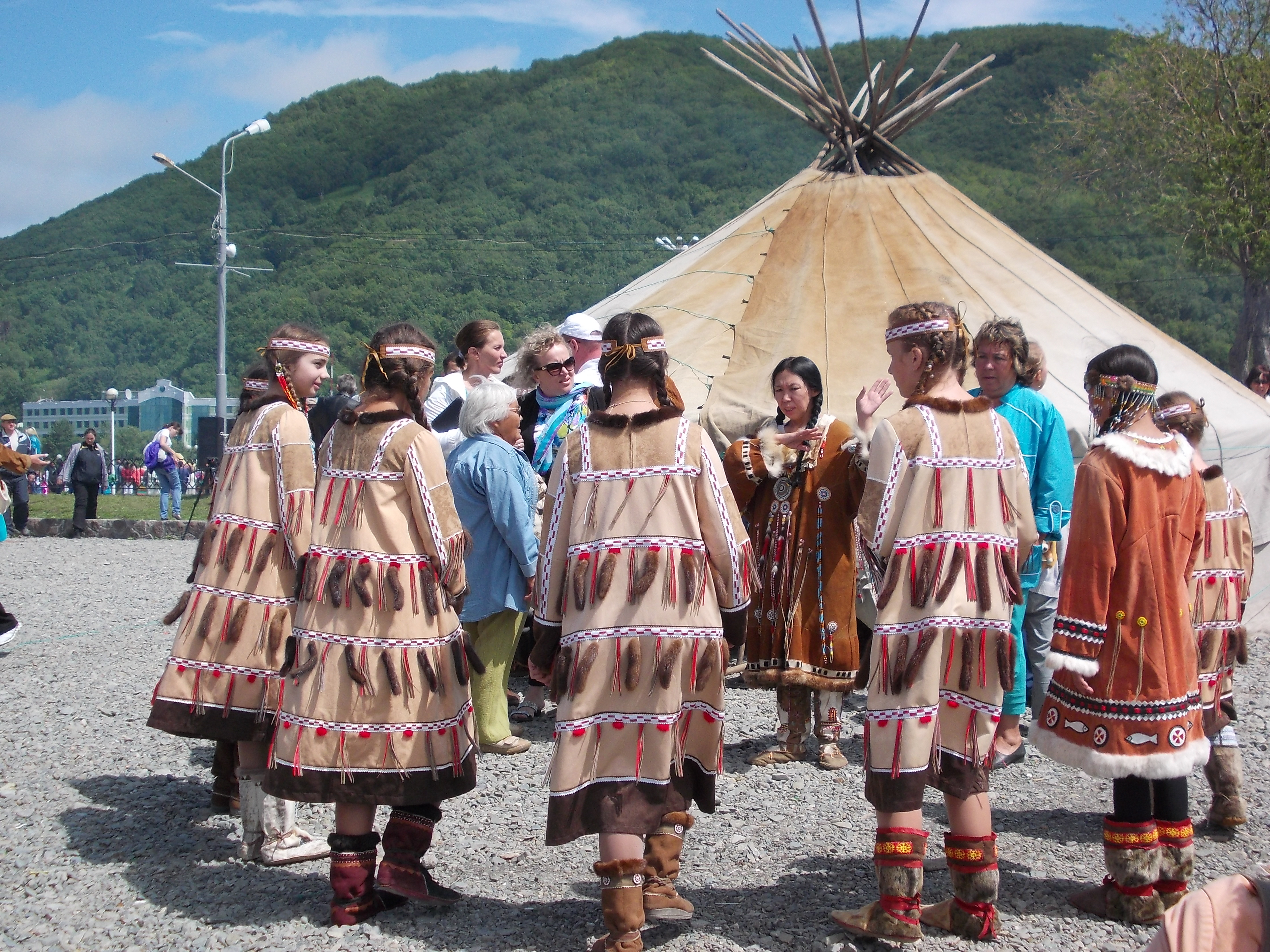
이텔멘족 그룹(2013년)

이텔멘족(Itelmen)은 러시아 캄차카반도의 원주민족 중 하나이다. 러시아인들은 이텔멘족을 비롯한 아이누족, 코랴크족, 유카기르족 등 캄차카반도 원주민들을 다 통틀어서 캄차달인이라고 불렸는데, 이들은 대부분 18세기에 시베리아를 정복하던 코사크계 러시아인들에 동화되었으며 이텔멘족도 그러하다. 코사크족에 동화되기 전의 생활 양식에 대한 정보는 많이 남아있지 않으나 대표적으로 비투스 베링의 여정에 동행한 게오르크 빌헬름 슈텔러의 기록이 알려져 있다.
이들이 사용하는 이텔멘어는 축치캄차카어족에 속하기는 하나 상당히 독자적인 형태를 이루는데, 가까운 언어들은 러시아에 동화되는 과정에서 사멸하였고 해당 언어도 사멸 위기에 있다. 이텔멘족의 주요 거주지는 반도 중부쯤에 위치한 캄차카강 유역과 베링해 주변이었다.

## 같이 보기
- 캄차달인
- 캄차카반도
- 쿠릴 열도
- 알류샨 열도